# Stein Huysegems
Stein Huysegems (* 16. Juni 1982 in Herselt) ist ein ehemaliger belgischer Fußballspieler.

## Karriere

### Verein
Huysegems begann seine Karriere beim Lierse SK. Seit Sommer 1998 gehörte er dort zum Profikader des Vereins. Nach Ablauf der Spielzeit wurde er mit Lier belgischer Pokalsieger. Nachdem der damalige Jungspieler in seinem ersten Jahr auf nur drei Einsätze gekommen war, gelang ihm in der Folgesaison der Durchbruch beim Erstligaklub. Mit 16 Toren in 33 Spielen im Spieljahr 2002/03 stellte er seine Qualitäten unter Beweis und lockte die Aufmerksamkeit der Teams des niederländischen Nachbarn auf sich. Kurz nach Beginn der Saison 2003/04 wechselte der Offensivspieler zum AZ Alkmaar. Mit Alkmaar erreichte er in der Saison 2004/05 das Halbfinale des UEFA-Pokals und wurde dritter in der niederländischen Meisterschaft. In der Saison 2005/06 wurde er mit Alkmaar Vizemeister. Zur Spielzeit 2006/07 wechselte er zu Feyenoord Rotterdam. Dort sollte er den abgewanderten Salomon Kalou ersetzen. Bereits nach einem Jahr transferierte der Angreifer zum FC Twente Enschede. In der Winterpause des Spieljahres 2008/09 entschied sich Huysegems zu einer Rückkehr nach Belgien. Dort sicherte sich der KRC Genk die Dienste des Stürmers. Zu Anfang der Saison 2010/11 wechselte er für den Rest der Spielzeit auf Leihbasis zurück in die Niederlande, dieses Mal zu Roda JC nach Kerkrade, wo er aufgrund von Verletzungen und der starken Konkurrenz im Sturm durch Mads Junker und Morten Skoubo insgesamt nur 17 Spiele meist als Joker absolvierte. Jeweils einen Treffer erzielte er in der Eredivisie und im Pokalwettbewerb.
Im August 2011 wechselte Huysegems zurück zu seinem „Heimatverein“ nach Lier. Der belgische Verband untersagte ihm jedoch, für den Lierse SK anzutreten, da sein Vertrag beim KRC Genk nach dem dafür festgelegten Datum 30. Juni 2011 aufgelöst worden sei. Nachdem er in der Rückrunde schließlich für Lierse auflaufen konnte, schloss er sich im September 2012 Wellington Phoenix an, dem neuseeländischen Teilnehmer der australischen Profispielklasse A-League.
2014 schloss sich der Stürmer dem damaligen belgischen Zweitligisten KFC Dessel Sport an und wechselte zwei Jahre später zum Amateurverein FC Berlaar Heikant, wo er im Sommer 2019 seine aktive Karriere beendete.

### Nationalmannschaft
Huysegems ist Nationalspieler Belgiens. 2004 gab er sein Debüt in der A-Nationalmannschaft der roten Teufel. Zuvor war er bereits U-21-Auswahlspieler. Mit der U-21 nahm der Stürmer an der U-21-Fußball-Europameisterschaft 2002 teil. Dabei kam Huysegems nur im letzten Gruppenspiel gegen die Mannschaft aus Frankreich zum Einsatz.

## Erfolge
- Belgischer Pokalsieger mit Lierse SK: 1999
- Belgischer Supercup mit Lierse SK: 1999
- Belgischer Pokalsieger mit KRC Genk: 2009